# McConnell Air Force Base
McConnell Air Force Base (IATA-code: IAB, ICAO-code: KIAB) is een vliegbasis van de United States Air Force en de thuisbasis van de 22nd Air Refueling Unit van het Air Mobility Command, de 931st Air Refueling Group van het Air Force Reserve Command en de 184th Reconnaissance Unit van de Kansas Air National Guard. Het vliegveld ligt ongeveer 10 kilometer ten zuidoosten van Wichita in de Amerikaanse staat Kansas. De volkstelling van 2020 in de Verenigde Staten vond 1.636 inwoners voor de census-designated place (CDP) McDonnell AFB.
De primaire missie van McConnell AFB voor de USAF is om een wereldwijd bereik te bieden aan de luchtmacht door bijtanken te faciliteren en toe te laten dat USAF vliegtuigen materiaal kunnen vervoeren waar en wanneer dat nodig is.

## Geschiedenis
McConnell Air Force Base was initieel, tot 1951, gekend als de Wichita Municipal Airport. Hoewel het veld oorspronkelijk was ontworpen om alleen aan de behoeften van een plaatselijke gemeentelijke civiele luchthavens te voldoen, was er bijna vanaf het begin een verbinding met de luchtmacht.
Op 28 juni 1929 werden de eerste spadesteek voor de luchthaven gehouden. De luchthaven opende in 1935.
In augustus 1941 werd het 127th Observation Squadron van de Kansas National Guard geactiveerd als de eerste militaire eenheid die werd toegewezen aan de luchthaven van Wichita. Direct ten westen van de luchthaven werd een Boeing productieeenheid gebouwd voor de constructie van de B-17 Flying Fortress en de B-29 Superfortress. Na de oorlog werd de conversie gemaakt naar de constructie van de Boeing B-47. Deze productiehal werd in 2005 door Boeing verkocht aan Spirit AeroSystems, een onderaannemer van Boeing die hier sindsdien onderdelen voor de 737 en 787 fabriceert.
Hoewel de luchthaven na de Tweede Wereldoorlog terug civiel werd bestuurd, werd duidelijk, ook door de nabijgelegen vliegtuigindustrie, dat er een militaire behoefte bleef voor de luchthaven, onder meer als locatie voor B-47-gevechtsbemanningstraining. De Amerikaanse overheid financierde dan de constructie van de Wichita Mid-Continent Airport, ten zuidwesten van Wichita, tegenwoordig gekend als de Wichita Dwight D. Eisenhower National Airport en de Municipal Airport werd in 1951 terug overgedragen aan militair beheer, en werd de Wichita Air Force Base. In 1953 kreeg de vliegbasis zijn huidige naam, vernoemd naar en als eerbetoon aan de broers Fred en Thomas McConnell uit Wichita, die beiden luchtmachtpiloten en veteranen van de Tweede Wereldoorlog waren geweest.
Op 1 maart 1962 ontplooide het Strategic Air Command op de basis de 381st Strategic Missile Unit. Omdat het de luchthaven als basis gebruikte, werden 18 raketsilo's, uitgerust met Titan II ICBM's, ingericht in een ring op een afstand van 20 tot 80 kilometer rond de vliegbasis. Deze verdedigingslinie werd beheerd van op de basis tot 1986, toen de 381e eenheid werd ontbonden. De pensionering van de raketten en de uitdienstname van de silo's begon in juli 1982 en werd voltooid in juni 1987.
McConnell kreeg een nieuwe bijkomende missie in april 1971 met de komst van het 91st Air Refueling Squadron (ARS) en hun Boeing KC-135A Stratotankers die verhuisd werden van Robins AFB, Georgia naar McConnell AFB. De vloot van de huidige 22nd Air Refueling Unit werd vanaf 2019 aangevuld met Boeing KC-46 Pegasus tankvliegtuigen.